# آنوویارا
آنوویارا (به لاتین: Anoviara) یک منطقهٔ مسکونی در ماداگاسکار است که در بخش انداپا واقع شده‌است. آنوویارا ۱۰٬۶۶۷ نفر جمعیت دارد و ۲۱۷ متر بالاتر از سطح دریا واقع شده‌است.